# Боливия на летних Олимпийских играх 1992
Боливия принимала участие в Летних Олимпийских играх 1992 года в Барселоне (Испания) в восьмой раз за свою историю, но не завоевала ни одной медали. Сборную страны представляли 13 спортсменов, включая 5 женщин.

## Состав сборной
13 человек: 8 мужчин и 5 женщин — соревновались в 6 видах спорта:
| Вид спорта       | Мужчины | Женщины | Всего |
| ---------------- | ------- | ------- | ----- |
| Лёгкая атлетика  | 2       | 4       | 6     |
| Велоспорт        | 1       | 0       | 1     |
| Дзюдо            | 2       | 0       | 2     |
| Стрельба         | 1       | 0       | 1     |
| Плавание         | 1       | 1       | 2     |
| Тяжёлая атлетика | 1       | -       | 1     |
| Total            | 8       | 5       | 13    |

Самым молодым участником сборной был 18-летний пловец Луис Медина, самым старшим — 36-летний стрелок Луис Камарра.

## Результаты

### Лёгкая атлетика
мужчины
Предварительный забег на 10 000 метров у мужчин состоялся 31 июля, на 5000 метров — 6 августа.
Поликарпио Калисайя выступал в беге на 5000 и 10 000 метров и в обеих дисциплинах не попал в финал. На дистанции 500 метров в полуфинале занял последнее 14-е место (15.02,02). На дистанции 10 000 метров в полуфинале стал 24-м (30.27,01). Оба результата стали личными рекордами Калисайи.
| Дистанция | Место в отборочном забеге | Место в итоговом протоколе | Результат |
| --------- | ------------------------- | -------------------------- | --------- |
| 5000 м    | 14                        | 38 (не вышел в финал)      | 15:02,02  |
| 10 000 м  | 24                        | 45 (не вышел в финал)      | 30:27,01  |

Марафон: Хуан Камачо в марафоне финишировал 57-м (время 2:26,01)
женщины
Жаклин Солис выступала в трёх легкоатлетических дисциплинах. В беге на 200 метров была дисквалифицирована в четвертьфинале. В беге на 400 метров в 1/8 финала заняла последнее место среди 7 участниц забега с результатом 56,78 секунды и единственная не квалифицировалась в четвертьфинал.

В эстафете 4х400 метров боливийская четвёрка, за которую также выступали Сандра Антело, Глория Бургос и Море Галетович, заняла последнее место среди 7 участниц полуфинала с результатом 3 минуты 53,65 секунды, уступив занявшей 6-е место команде Испании 22,5 секунды. Не вышли в финал.
Сандра Кортес была заявлена в забег на 10000 метров, но не стартовала.

### Велоспорт
Педро Вака квалифицировался на летние Олимпийские игры 1984 и 1988 годов, но в первом случае не участвовал из-за экономических проблем в Боливии, а во втором — из-за проблем со здоровьем: его заменил Байлон Бесерра. В 1992 году Педро Вака вошёл в состав сборной Боливии на Олимпийских играх в Барселоне и выступал в двух трековых дисциплинах. В квалификации индивидуального спринта показал 23-й, худших среди всех участников результат — 12,243 секунды. В первом раунде должен был состязаться с Эриком Схуфсом из Бельгии и Айнаром Киксисом из Латвии, но не вышел на старт. В гите на 1000 метров финишировал с 30-м результатом среди 32 участников — 1 минута 14,175 секунды. Вака уступил 10,833 секунды победителю — Хосе Мануэлю Морено из Испании. По словам Ваки, велосипед, на котором он выступал в Барселоне, был устаревшей модели и заметно уступал оснащению других участников.

### Дзюдо
- Эрик Бустос[8] в категории до 78 кг проиграл схватку киприоту Христодулосу Катсиноридесу[9][10].
- Карлос Норьега[11] в наилегчайшем весе (до 60 кг) проиграл Халдуну Эфемгилу из Турции[12].